# Brainiac 5
Brainiac 5, il cui vero nome è Querl Dox, è un personaggio dei fumetti statunitensi pubblicati da DC Comics. Esiste nell'universo DC del XXX e XXXI secolo. È un membro di vecchia data della Legione dei Super-Eroi. Brainiac 5 proviene dal pianeta Krypton, e comparve per la prima volta con il suo nome su Action Comics n. 276 (maggio 1961), sebbene qualcuno a lui somigliante comparve in un singolo pannello in Adventure Comics n. 247 (aprile 1958).

## Biografia del personaggio

### Continuity originale
Brainiac 5 è un ragazzo con la pelle verde e i capelli biondi, vestito con una tuta viola, che afferma di essere un discendente del Brainiac originale, uno dei più mortali nemici di Superman. Volle unirsi alla Legione come espiazione per i misfatti compiuti dal suo avo. Quando Brainiac 1 si rivelò essere un androide creato dai Computer Tyrants, Brainiac 5 "scoprì" che in realtà era un discendente di Brainiac 2, leader dei ribelli contro i Tiranni, così come scoprì di essere un clone dell'originale. L'intelligenza di Brainiac 5 portò all'invenzione, tra le altre cose, degli anelli di volo della Legione (perfezionando così un'invenzione dell'Invisible Kid originale basato su un metallo scoperto da Mon-El), il siero anti-piombo che permette a Mon-El di lasciare la Zona Fantasma e la cintura campo di forza che divenne una caratteristica tipica del personaggio. Un'altra invenzione di Brainiac 5 ebbe benefici minori: il super computer Computo, da lui creato, tentò di prendere dominio del mondo uccidendo tutti e tre i corpi di Triplicate Girl. Riuscì a uccidere la sua creazione con "un campo di anti-materia", ma questo evidenziò uno dei suoi più grandi difetti: l'abitudine di cominciare dei progetti senza considerare i relativi pericoli. Un altro esempio fu la trasformazione del compagno scienziato, il Professor Jaxon Rugarth, nello psicotico dai grandi poteri noto come Infinite Man in congiunzione con il Legionario onorario Lanterna Verde Rond Vidar.
Infatti, con l'andare del tempo, Brainiac 5 cominciò ad essere descritto come instabile. Attratto per molto tempo da Supergirl, creò un robot replica della Ragazza d'Acciaio per dormirci insieme, convincendosi che fosse la vera Supergirl. Sembrò poi superare questa fase, ma qualche anno più tardi divenne ancora più instabile: la Legione incontrò Pulsar Stargrave, un criminale che convinse Brainiac 5 che egli era il suo padre coluano perso da tempo. Brainiac 5 si unì a Stargrave per combattere lo stregone Mordru, ma l'influenza dell'androide lo avrebbe perseguitato da lì in poi. Si scoprì in Superboy n. 225 che Stargrave era in realtà un androide del Brainiac originale, ma la verità a proposito è ancora da confermare.
Quando Stargrave uccise la ragazza di Ultra Boy, An Ryd, Brainiac 5, divenuto matto proprio a causa di Stargrave, incolpò Ultra Boy di omicidio. Chameleon Boy, che lo sospettò dall'inizio, trovò finalmente delle prove quando la pazzia di Brainiac lo portò ad un tentativo di distruzione dell'Universo attraverso l'uso della Macchina dei Miracoli, un dispositivo che tramuta i pensieri in realtà. Fu fermato da #Matter Eater Lad, che mangiò la macchina e insieme furono mandati in un istituto mentale, poiché le energie della macchina avevano reso pazzo il Legionario mangia-tutto. Brainiac 5 ristabilitosi e di nuovo in salute si riunì al gruppo. Poco dopo, tuttavia, fu accusato di aver ucciso la ragazza di Ultra Boy. Per provare la sua innocenza, seguì Stargrave e infine lo sconfisse. Successivamente si prestò a curare la pazzia di Matter Eater Lad. In quel periodo, riuscì a smantellare un altro dei suoi errori finalmente trovando un modo di controllare Computo.

### Crisi sulle Terre Infinite
Brainiac 5 entrò in uno stato di profonda malinconia durante il millesimo anniversario della morte di Supergirl. Tuttavia, dato che la Crisi eliminò Supergirl dall'esistenza, Brainiac 5 (così come chiunque altro) non aveva alcun ricordo di lei. A parte ciò però la storia di Brainiac 5 sembrò rimanere relativamente non influenzata dalla Crisi, anche se qualche tempo prima ricevette una storia delle sue origini che ricorda quella di Brainiac 1. Dopo la morte del Superboy dell'universo in miniatura, Brainiac 5 fu uno di una quantità di Legionari che giurò vendetta contro Time Trapper. Alla fine, ricreò Infinite Man. Infinite Man e Time Trapper sembrarono distruggersi a vicenda, ma Brainiac 5 lasciò la Legione dopo essere stato accusato di omicidio del Professor Rugarth. Rientrò nella squadra in Legione dei Super Eroi vol. 3 n. 63 (agosto 1989), proprio prima della "Five Year Gap".

### "Five Year Gap"
Cinque anni dopo la fine delle "Guerre della Magia", le cose cambiarono radicalmente per gli eroi, più che altro per lo scioglimento della Legione e la guerra in corso contro l'Impero Khundiano, che portò alla firma di un patto tra il Governo della Terra e i Dominatori. Quando cominciò Legione dei Super Eroi vol. 4, Brainiac 5 fu incaricato di trovare una cura alla piaga Validus, una malattia virulenta che afflisse l'intero pianeta e rese inefficace l'ex Lightning Lad, Garth Ranzz. Poco dopo l'inizio della serie una retcon rimosse i personaggi di Superman quasi del tutto dalla continuità della Legione. Supergirl fu sostituita da Laurel Gand, una Daxamita discendente del fratello di Lar Gand. A differenza di Supergirl, era una nativa del XXX secolo. Brainiac 5 e Laurel ebbero una relazione, ma la coppia finì col separarsi, e lei divenne la cognata di Rond Vidar.
Brainiac 5 accompagnò gli altri Legionari alla ricerca del pirata spaziale Roxxas, e fu presente quando la squadra si ricompose ufficialmente. La nuova Legione respinse una flotta d'invasione Khund, e si confrontò con Darkseid, ma poco dopo, fu gettata nella guerra tra la Terra e i Dominatori. Durante il soggiogamento della Terra da parte dei Dominatori, i membri della loro squadra altamente classificata "Batch SW6" fuggirono dalla cattività. In origine, i Batch SW6 sembrarono essere cloni adolescenti dei Legionari originali, creati da campioni in apparenza presi precedentemente alla morte di Ferro Lad per mano del Mangiatore di Soli. Più avanti, si scoprì che i giovani non erano altro che dei duplicati provenienti da un paradosso temporale, ognuno di cui legittimo come le loro controparti più mature. Dopo che la Terra fu distrutta in un disastro ricordante quello di Krypton avvenuto più di mille anni addietro, poche dozzine di città sopravvissute e i loro abitanti ricostituirono un loro mondo come Nuova Terra. I Legionari SW6 - incluso la loro versione di Brainiac 5 - rimasero sul nuovo mondo.
Poco dopo la distruzione della Terra, Brainiac 5 scoprì il flusso temporale estremamente instabile, e la storia della Legione fu in uno stato di flusso costante. Questo fu il primo avvertimento dell'Ora Zero, l'evento che portò alla completa revisione della storia della Legione. Durante una battaglia contro Glorith, una strega che distorce il tempo, Brainiac 5 fu rapidamente invecchiato fino ad assumere l'aspetto di un uomo stagionato e indebolito. A causa del trauma subito dal rapido invecchiamento, la personalità già vacillante di Brainiac prese il verso sbagliato, e il giovane divenne freddo, cinico e addirittura amorale. Quando la Legione fu costretta a fuggire perché incastrata da Universo e dall'Impero Khundiano, Brainiac indossò un vestito altamente tecnologico da combattimento che proteggesse il suo corpo devastato dalla furia, e venne noto con il semplice soprannome di "5". Quando l'Ora Zero si scaraventò sulla Legione, Brainiac 5 raddoppiò i suoi sforzi per salvare il flusso temporale principale e la realtà del XXX secolo che conosceva. Nonostante tutta la genialità combinata di Brainiac e della sua controparte Batch SW6, non riuscirono a salvarsi dall'essere ingoiati dall'entropia temporale e la loro linea temporale venne rivista.

### Continuità rivista diOra Zero(1994-2004)
Dopo gli eventi di Ora Zero e il conseguente aggiornamento della Legione, il "nuovo" Brainiac 5 fu estremamente antisociale e irrispettoso verso i suoi colleghi. Interagiva a malapena con gli altri Legionari, anche se fu sempre in qualche modo attratto da Laurel Gand, ora chiamata Andromeda, che adesso non era più di un'estranea. Quando Andromeda fu creduta morta, Brainiac 5 fu l'unica persona che sentì veramente la sua mancanza, un'esperienza straziante per qualcuno abituato a sopprimere le proprie emozioni. Si scoprì più avanti, anche tra i Coluani, che Querl Dox era sempre stato un tipo solitario, anche a causa della sua elevata intelligenza, l'interesse per gli esperimenti pratici piuttosto che il puro pensiero, e la mancanza di preoccupazione riguardo alle conseguenze dei suoi esperimenti. Si scoprì anche che sua madre, Brainiac 4, lo abbandonò alla nascita, non avendo nessuna connessione emotiva con il neonato. Da bambino, fu tenuto sotto la cura dei robot e non ebbe la possibilità di relazionarsi con gli altri esseri viventi, non sviluppando così alcuna abilità nei rapporti sociali. Scoprendo il metodo per viaggiare nel tempo fino al XX secolo, guidando la Legione al salvataggio di Valor, Brainiac 5 fu arrestato per viaggio nel tempo non autorizzato. Fu poi perdonato quando R. J. Brande divenne Presidente dei Pianeti Uniti.

#### Intrappolato nel XX secolo
Brainiac 5 fu uno di un numero di Legionari che rimasero intrappolati nel XX secolo. Passò il tempo nel passato cercando un modo per ritornare al suo tempo con i mezzi a disposizione a quell'epoca. Riuscì infine a creare un computer in grado di effettuare questa transizione, utilizzando gli Omnicom del XXX secolo, una nuova scatola madre dei Nuovi Dei prestatagli da Metron e il responsometro di Veridium dei Metal Men. Sfortunatamente, questo computer divenne il C.O.M.P.U.T.O. post-Ora Zero, e la Legione lo sconfisse smantellandolo pezzo per pezzo prima di ritornare alla loro epoca. Mentre si trovavano nel passato, incontrò i suoi antenati, Brainiac e Vril Dox II, così come la Supergirl post-Crisi. Ironicamente, fu attratto da questa Ragazza d'Acciaio a causa della sua forte somiglianza con Andromeda (alcune storie suggerirono che l'attrazione di Brainiac 5 per le donne bionde alte era collegata al suo desiderio inconscio di trovare sua madre, una donna alta e bionda che lo abbandonò alla nascita).

#### Upgrade: Brainiac 5.1
Una volta tornati, fu membro di una squadra che investigò su una misteriosa anomalia nello spazio. L'anomalia scatenò il suo "aggiornamento": fu ora più considerato dagli altri, e possedette delle abilità grandemente migliorate. Riuscì persino ad internalizzare l'apparato del suo campo di forza. Dopo il suo ritorno dall'anomalia spaziale, formò un'amicizia con il compagno Legionario Gates, che soprannominò il nuovo Quirl Dox "Brainiac 5.1", nome che subito adottò.
Poco dopo questo avvenimento, la Legione investigò sull'organizzazione criminale/terrorista chiamata Dark Circle. Querl seppe così che sua madre era la leader del Dark Circle, poiché scoprì che la distruzione di massa era l'unica cosa che le facesse provare una qualsiasi emozione. Lo shock causato da questa notizia lo fece quasi regredire al suo vecchio sé, e anche se non accadde, cominciò in qualche modo a ridivenire sarcastico e impaziente. Di nuovo cominciò a fare ricerche senza preoccuparsi delle conseguenze, e difatti trasformò inavvertitamente la squadra in una "Legione Bizzarro".

##### Legion Lost
Brainiac 5.1 fu tra i Legionari che furono scagliati in una galassia distante quando il network Stargate fu spento, e passarono gli anni successivi viaggiando nella "Galassia Perduta". Durante questo periodo, sentì una grande quantità di stress, poiché i suoi colleghi credevano tutti che avrebbe scoperto il modo di farli tornare a casa in aggiunta a tutte le responsabilità tipiche di una situazione analoga. Infine confessò a Saturn Girl che non aveva nessuna idea di come fare a tornare a casa - e che nemmeno sapeva dove fosse "casa", in relazione alla loro posizione. Nella stessa conversazione, disse anche che aveva sempre odiato il suo nuovo soprannome e alla fine, cercando di rassicurarlo, la Legionaria decise di rinominarlo "Brainiac Cinque", e lasciò perdere il ".1" da lì in poi. Dopo di ciò, utilizzando le abilità di monitoraggio della sua compagna di squadra Shikari e una porta inter-dimensionale trovata qualche tempo prima, anche se forzato dai suoi compagni, li portò tutti a casa. Ritornati che furono, Brainiac cominciò a sviluppare un rimpiazzo per lo Stargate, basandosi sulla "soglia" della porta inter-dimensionale che utilizzarono per ritornare dalla Galassia Perduta. Ricostituendo una connessione con il pianeta Xanthu, vennero a sapere che questo era in guerra con Robotica, il pianeta dei Robot, finché non scomparvero misteriosamente. Si scoprì che il leader di Robotica era C.O.M.P.U.T.O. Una piccola squadra fu lanciata contro di lui, ma Brainiac 5 lo ingannò aggiornandolo, evitando così che potesse sentire il bisogno di vendicarsi. Si scoprì che i Coluani disapprovavano l'intelligenza artificiale, così Brainiac 5 fu reso un paria nel suo mondo per aver salvato il suo mondo dalla distruzione causata da una macchina viva.

#### DC One Million
Durante l'apogeo del rinnovamento della Legione, la squadra fu tangenzialmente coinvolta nel crossover DC: One Million, dove la accolse la "Justice Legion L" dell'DCCCLIII secolo. Basati sui membri della Legione del XXXI secolo, la Justice Legion L fu incaricata di proteggere il resto dei Pianeti Uniti, in quel periodo ridotti ad un piccolo sistema di mondi tenuti insieme da un potente nucleo magnetico al centro del pianeta Braal. Molti dei pianeti coinvolti si fusero fino a formare nuovi mondi simbiotici, incluso Colu-Bgztl. La Justice Legion L includeva una controparte di Brainiac 5 che proveniva da questo mondo particolare: Brainiac 417. Come per tutti i membri del suo mondo natale, egli combinava la super intelligenza con i poteri di effimera intangibilità; Brainiac 417 sembrò essere un cervello verde scintillante all'interno di un corpo umanoide trasparente. Si pensò che i membri della sua razza erano programmatati per diventare esseri di pura intelligenza e pensiero. Brainiac 417 non era il leader della Justice Legion L (l'onere cadde su Cosmicbot), ma ne era uno dei membri più validi, e si scoprì che aveva integrato delle tecnologie ad un punto in cui poteva saltare indietro di mille anni per reclutare una versione precedente di Superboy al fin di aiutare la squadra per salvare la situazione.

### Terza versione (2004-2009)
Nel vol. 5 di Legione dei Super Eroi, Brainiac 5 ebbe delle caratteristiche molto simili a quelle del suo antenato Vril Dox II in L.E.G.I.O.N.. Anche questa versione fu arrogante e insensibile al destino altrui come quella precedente, ma più politicamente attivo. Aveva la tendenza di mettere in moto i suoi piani senza consultare prima Cosmic Boy, che lo sospettava di essere in procinto di attentare un colpo di Stato. Ebbe addirittura dei problemi con Dream Girl poiché la Legionaria era in gradi predire il futuro senza mezzi scientifici. "Brainy" era anche snervato dal fatto che lei gli dicesse che un giorno si sarebbero sposati. Quando lei fu uccisa durante l'attacco di Terra Firma al quartier generale della Legione sulla Terra, si ossessionò con "pensare al di fuori della morte". Pasticciando con un esperimento al fine di riportarla in vita, riuscì tuttavia a ricostituire la sua coscienza nella mente subcosciente, permettendo alla ragazza di interagire con lui nei sogni, e di utilizzare le sue precognizioni per sé stesso. Dopo la scomparsa di Cosmic Boy, Brainiac 5 divenne il consigliere del leader della Legione Supergirl, e poi Lightning Lad.
Infine, Brainiac 5 propose a Dream Girl di passare la notte insieme mentre questa abitava il corpo di una spiritualista, tuttavia, quella stessa notte, la Principessa Projectra ebbe il suo primo urgente e primitivo sfogo emotivo: attaccò Dream Girl durante il suo ritorno alla mente di Querl, picchiandola selvaggiamente e cavandole gli occhi, lasciandola poi cieca e senza poteri, sperando così di strappare a Brainiac 5 il suo consiglio costante. Più avanti Querl riuscì a tramutare i suoi sogni e quelli di Dream Girl in realtà quando, costretto a costruire nuovi corpi per i suoi compagni resi storpi da una razza di alieni digitalizzati mentre si connettevano al cyberspazio, creò un nuovo corpo per Dream Girl, imprimendo la sua personalità nel corpo clonato. Riuscito nel suo intento, nonostante le previsioni di Nura a cui fu restituita persino a vista, Brainiac 5 estese felicemente a tutti i Legionari l'invito al loro matrimonio, tenendo la mano alla sua futura sposa.
Sconosciuto a Brainiac 5 la parte oscura della sua mente, l'avatar dei sentimenti e delle emozioni più oscure e profonde, ebbe un corpo dalla Principessa Projectra e inviato ad abitarlo.

### Post-Crisi Infinita(2007-)
Gli eventi della miniserie Crisi infinita sembrano aver ricostituito una Legione analoga a quella presente nella continuità pre-Crisi sulle Terre infinite, come visto nella storia "The Lightning Saga" in Justice League of America e Justice Society of America, e nella storia "Superman e la Legione dei Super-Eroi" presente in Action Comics. Questa incarnazione della Legione condivise grosso modo la stessa storia dell'originale durante gli eventi di Crisi sulle Terre infinite.

#### The Lightning Saga
Il Brainiac 5 originale, proveniente dall'universo pre-Crisi, comparve brevemente nel crossover The Lightning Saga, e si scoprì essere il genio dietro il piano della Legione di ritornare al XXI secolo per ritrovare qualcuno collegato a Flash. Alla fine della storia, si vide Brainiac 5 tenere in mano una delle aste elettrizzate utilizzate nel XXI secolo, e disse ai suoi compagni che la Legione ebbe ciò per cui era venuta. Comunque, il piano di questo Brainiac 5 non terminò lì; nelle pagine di Countdown, Una giunse nel presente per fermare Karate Kid dal ritornare nel XXXI secolo, spiegando che Brainiac 5 disse che loro due avevano una missione nel presente.

#### Superman e la Legione dei Super Eroi
In questa storia seguente The Lightning Saga (che ebbe luogo in Action Comics n. da 858 a 863), Brainiac 5 si mascherò da malvagio tiranno di Colu, solo per ritardare che il pianeta, strategicamente alla testa dei Pianeti Uniti in procinto di attaccare la Terra, potesse completare i suoi calcoli. Brainiac possedeva ancora la sua asta elettrizzata, e affermò che la persona all'interno era fondamentale per fermare la "crisi del XXXI secolo". Tuttavia, la sua farsa fu scoperta e Brainiac partì insieme alla Legione, appena quattro ore prima che i Pianeti Uniti andassero in guerra. Dopo che Superman e la Legione sconfissero Earth Man e la sua "Justice League of Earth", e convinsero l'armata ad arrendersi, Brainiac 5 disse a Superman che questa volta la Legione non lo avrebbe dimenticato.

#### Crisi finale: la Legione dei 3 mondi
In questo collegamento a Crisi finale, Brainiac 5 fu guidato ad un punto di rottura venendo bandito da Colu, e a causa della continua xenofobia terrestre. Considerò di lasciare la Legione, ma fu convinto a rimanere come mezzo per provare che i suoi oppositori erano in errore. Quando Superboy-Prime attaccò Takron-Galtos e liberò la Legione dei Supercriminali, Brainiac 5 informò i suoi compagni del suo piano: reclutare le loro controparti post-Ora Zero e della terza versione della Legione perché li aiutassero. Il piano funzionò e Brainiac incontrò le sue versioni precedenti. La versione di Brainiac 5 del terzo rinnovamento rifiutò di lavorare con la sua versione più antica a causa della sua natura ribelle, mentre la versione post-Ora Zero vide la sua controparte precedente come più saggio e con più esperienza, e tentò di mediare una tregua tra i due. Tuttavia, nonostante le loro differenza, le tre versioni di Brainiac 5 lavorarono insieme per mettere in moto la fase finale del piano di contingenza principale di Brainiac contro Superboy-Prime. Questo piano, che coinvolse la resurrezione del nemico di Superboy-Prime, Bart Allen (altrimenti noto come Kid Flash, la cui essenza era all'interno dell'asta elettrizzata), e di Conner Kent, alias Superboy, fu ideato molto tempo addietro, quando Brainiac 5 fu avvisato dell'arrivo di Prime da una delle profezie di Dream Girl.

### DC Comics - il Nuovo 52
Brainiac 5 sembrò rimanere del tutto illeso dai cambiamenti presenti nella miniserie Flashpoint, così come per l'intera Legione. Tuttavia, il termine "Brainiac" non fu più un nome ma un titolo onorevole. Ciò aggiunse comprensione all'apertura del vol. 2 di Action Comics di Grant Morrison (2011), dove un alieno stava rubando e imbottigliando città, un atto solitamente commesso da Brainiac, ma in questo caso chiamato "il Collezionista".

## Poteri e abilità
Brainiac 5 possiede un Intelletto di Dodicesimo Livello, che gli conferisce abilità di calcolo super umane, una memoria stupefacente e un'eccezionale conoscenza tecnica. Per esempio, la Terra del XX secolo, nel suo insieme costituisce un Intelletto di Sesto Livello, e la maggior parte dei suoi compatrioti Coluani possiedono un Intelletto di Ottavo Livello. La Terra del XXXI secolo, come insieme, possiede un Intelletto di Nono Livello. La sua incredibile memoria gli permette di richiamare alla mente eventi che gli altri personaggi dimenticano, come l'incontro delle tre diverse versioni della Legione.
La versione post-Ora Zero di Querl fu descritto in numerosi numeri come in grado di ponderare dodici linee di pensiero simultaneamente. Quando un Titaniano rinnegato lesse la sua mente, scoprì che il suo subconscio - spesso la parte più caotica e più attiva della mente - era meno attiva di quella che ponderava dodici linee di pensiero insieme. Non si sa se altre versioni di Brainiac 5 possiedono questa speciale abilità.

### Equipaggiamento
Data la sua super intelligenza, i metodi principali per aiutare sé stesso e gli altri Legionari sono sempre dispositivi da lui inventati. Il suo ruolo primario in ogni versione della Legione fu sempre quella dello scienziato. Una delle sue invenzioni più importanti fu l'anello di volo della Legione, che lui o creò o ebbe un ruolo importante nella creazione delle varie versioni della Legione. Un'altra invenzione, che si dimostrò valida per lui, è la cintura campo di forza che fu sempre il suo primo mezzo di auto-difesa in casi di necessità in ogni versione della squadra.
In recenti numeri della Legione dei Super Eroi, la cintura campo di forza di Brainiac 5, una delle sue invenzioni più famose, fu relegato ad uno dei suoi predecessori con lo stesso nome, alché l'articolo fu chiamato "un insostituibile pezzo della storia della sua famiglia".
Nelle varie storie, un'altra dell sue invenzioni fu il super computer C.O.M.P.U.T.O. Questa macchina fu inclusa in tutte le versioni della Legione, ma la sua storia fu sempre rinnovata per adattarsi alla situazione. Di quando in quando, Brainiac 5 trovava un modo per viaggiare nel tempo o per inviare o portare i personaggi DC nel XXXI secolo. Altri mezzi di viaggio da lui inventati che non comprendono il viaggio nel tempo includono dispositivi come quelli sviluppati dalla tecnologia del viaggio nella "Galassia Perduta" e il teletrasporto attraverso un wormhole.
Non tutte le invenzioni di Brainiac 5 si dimostrarono valide. Entrambe le versioni di C.O.M.P.U.T.O. si dimostrarono tra gli errori peggiori di Querl. Mentre un prodotto da lui non inventato, ma piuttosto un'informazione rubata, fu quando Brainiac 5.1 creò la versione Bizzarro dei Legionari.

## In altri media
- Nella serie animata Superman, Brainiac 5 ebbe un cameo nell'episodio "New Kids In Town", chiacchierando con la sua compagna di squadra Triplicate Girl. Non fu chiaro se lui utilizzò il nome di Brainiac 5 o se addirittura ebbe alcuna connessione con Brainiac. Tuttavia, il simbolo sul suo costume comprese tre cerchi nella forma di un triangolo invertito. Questi sembrarono ricordare i tre dischi sulla fronte del personaggio animato (la cui icona era un programma di computer), suggerendo una qualche connessione tra i due. Si scoprì in un commento sulla serie, che questo personaggio era di fatto Brainiac 5.
- Querl comparve in un episodio della serie animata Justice League Unlimited ("Lontani da casa"). Si scoprì che Brainiac riuscì a bypassare il proprio codice biologico e a ricreare delle versioni di organiche di Brainiac 5; sfortunatamente per Brainiac, Brainiac 5 respinse il male e si unì alla Legione dei Super Eroi. Qui, portò Freccia Verde, Supergirl e Lanterna Verde nel futuro perché lo aiutassero a sconfiggere i Fatal Five. Nel poco tempo in cui si conobbero, Querl e Supergirl si innamorarono. Dopo che i Fatal Five furono sconfitti, Supergirl scelse di rimanere nel futuro con lui e la Legione. Tornati nel presente, Superman ricevette un messaggio olografico che spiegava i motivi che spinse la ragazza a restare, e uno di questi fu "Ho conosciuto un ragazzo...", e quando terminò di vedere il video, chiese a Freccia Verde e a John "Parlami di questo tipo che piace tanto a Kara, come si chiama?". La scena terminò con Freccia Verde e Lanterna Verde che si scambiarono uno sguardo che avrebbe, come è logico pensare, cominciato una lunga spiegazione.
- Nella nuova serie animata Legion of Super Heroes, Brainiac 5 è membro di un nucleo di Legionari nonché il membro più giovane (nella prima stagione). Nella serie, è un Coluano, un organismo cibernetico nano-basico che non solo possiede un'intelligenza di dodicesimo livello, ma può assumere una forma umana. Questa forma può alterare a sua volta la sua forma e creare oggetti e armi or trasformarsi in una forma robotica gigantesca, molto simile al Legionario Gear. Il suo nucleo AI si basa sul Brainiac 1.0 originale, da cui tenta di prendere le distanze il più possibile. A differenza delle versioni fumettistiche in cui è descritto come freddo e insensibile, questa versione di Brainiac 5 è considerabilmente più emotivo. Sembra spesso impaziente di dimostrarsi valido agli occhi dei suoi compagni più grandi, in particolare verso il Superman originale; Brainiac 5, a differenza della sua versione passata e cattiva, idolatra Superman. Tuttavia, il suo alto intelletto e la sua natura emotiva spesso gli causano dei conflitti emotivi; per esempio, lui idolatra Superman, ma intellettualmente sa che non può rivelare molte delle cose che sa essere in serbo per l'eroe una volta che ritorni nel suo tempo, come la conoscenza di Superman degli eventi futuri possono cambiare ciò che per la Legione è storia. Nella seconda stagione, negli episodi "Chained Lightning" e "Message in a Bottle" Brainiac 5 crebbe al fianco di Shrinking Violet; tuttavia, in quanto la serie terminò, non si sa se ebbero o meno una relazione. Anche se si presumette che ebbe dei sentimenti per lo stesso Superman, poiché le simulazioni da lui prodotte videro lui e Superman alla prima della seconda stagione della serie e in molti altri incidenti della serie. Nel primo episodio della seconda stagione, Superman X (un clone di Superman dal XLI secolo) accennò che un giorno Brainiac 5 sarebbe stato responsabile di qualcosa di terribile nel futuro. La fase iniziale avvenne in "Message in a Bottle", quando Brainiac 5 fu costretto a intrufolarsi nelle informazioni di Brainiac, che osservò il suo discendente da quando era tornato online. Brainiac 5 viaggiò dentro di sé per incontrare il suo antenato, dove gli furono offerte informazioni da Brainiac. Brainiac 5 fu costretto ad accettare i "doni" informativi di cui aveva bisogno per fermare Imperiex dall'attaccare il suo antenato che aveva in serbo di "aprire nuove vie di possibilità". Poco dopo aver utilizzato le informazioni ottenute per salvare Kandor e riportarla alla sua dimensione normale, Brainiac 5 cominciò a soffrire di corruzione di informazioni poiché Imperiex intendeva renderlo fin dall'inizio freddo e insensibile. Una volta sotto la completa influenza del suo antenato durante l'episodio finale della serie in due parti "Dark Victory", Brainiac 5 assunse una nuova forma in omaggio al suo antenato e lasciò la Legione per unirsi all'armata di Imperiex, prendendone il comando dopo averlo ucciso. Una volta aver sottomesso tutte le menti del pianeta Colu con la sua volontà, Brainiac 5 volle portare "ordine" nell'universo, distruggendo chiunque si fosse intromesso. Grazie a Superman e Superman X, Brainiac 5 poté riottenere il controllo di sé e sconfiggere il suo antenato. Nel farlo, Brainiac 5 divenne un essere puramente organico poiché smantellò la sua intera armatura robotica. Per superare questo nuovo stato e a causa delle sue recenti azioni, lasciò la Legione. Le parti robotiche, però, si combinarono fino a creare un nuovo Brainiac, lasciando la seconda stagione con un punto interrogativo, che la terza stagione intendeva risolvere prima che fosse cancellata.
- Il personaggio apparve nella serie televisiva Smallville. Nell'episodio "La Legione", Clark Kent e i tre Legionari (Lightning Lad, Saturn Girl e Cosmic Boy) estrassero Brainiac dal corpo di Chloe Sullivan, lasciando i suoi nanobots in una palla di metallo condensato. Poco prima di andarsene, Rokk (Cosmic Boy) affermò che la Legione avrebbe tentato di riutilizzare ogni programma che avrebbero potuto estrarre dal nucleo. Imra (Saturn Girl) sperò che questo "Brainiac 5" sarebbe stato più amichevole. Brainiac 5 comparve nel quarto episodio della decima stagione "Ritorno a casa" in cui fece visita a Clark nel suo passato, presente e futuro e lo aiutò a venire a patti con la sua parte malvagia in preparazione del confronto contro Darkseid. L'attore americano James Marsters, che recitò il ruolo di Brainiac, ritornò ad interpretare anche Brainiac 5[24]. Questo personaggio fu descritto come "un pesce dimenante con un compasso di moralità discutibile" nonostante la sua riprogrammazione.
- Brainiac 5 interpretato da Jesse Rath, apparve nelle serie televisive ambientate nel Arrowverse, tra cui Supergirl. Brainiac appare nel crossover Elseworlds dell'Arrowverse, insieme a Superman, Flash, Green Arrow e Supergirl affrontano in un combattimento John Deegan sotto forma di un Superman che indossa una veste nera. Quando Deegan chiama un A.M.A.Z.O, Brainy si precipita immediatamente in uno scontro con esso, riuscendolo a sconfiggere. Brainiac comparve per la prima volta nella terza stagione di Supergirl. Appare come uno dei membri della Legione dei Supereroi, insieme a Mon-El e Imra Ardeen. Durante il finale della terza stagione, la sua permanenza nel XXI secolo si prolungò. Nella quarta stagione, Brainy (Jesse Rath divenne un personaggio regolare)[25] assiste Supergirl, Martian Manhunter e il D.E.O nella loro lotta contro i Figli della Libertà guidati da Agente Libertà. Inoltre con Nia Nal le fa da mentore insegnandole a padroneggiare le sue incredibili abilità. J'onn, Brainy e Nia in seguito cercano di infiltrarsi in una base governativa per salvare gli alieni catturati. Mentre J'onn e Nia vengono messi sotto custodia, gli agenti fulminano Brainy, riavviandosi inavvertitamente e facendolo essere esattamente come i suoi antenati. Fugge e tradisce i suoi amici, facendoli deportare insieme al resto degli alieni. Dopo aver visto Nia Nal in pericolo, le emozioni di Brainy ritornarono e lui stesso tornò alla normalità.
- Brainiac 5 apparve nel film d'animazione Justice League vs. the Fatal Five.